# Liste der Mitglieder des liechtensteinischen Landtags (1986)
Diese Liste führt die Mitglieder des Landtags des Fürstentums Liechtenstein auf, der aus den Wahlen am 2. Februar 1986 hervorging. Die Legislaturperiode dauerte bis 1989. An dieser Wahl nahm mit der Freien Liste erstmals seit zwölf Jahren wieder eine dritte Partei an der Landtagswahl teil. Mit 7,6 % der Stimmen scheiterte sie jedoch an der 8 %-Hürde. Außerdem war dies die erste Wahl, nachdem Frauen am 1. Mai 1984 das Wahlrecht erlangt hatten. Unter anderem spiegelt sich das in der Anzahl der Wahlberechtigten wider, die sich im Vergleich zu 1982 von 5'246 auf 12'512 mehr als verdoppelte.

## Zusammensetzung
Von 12'512 Wahlberechtigten nahmen 11'677 Personen an der Wahl teil (93,3 %). Von den abgegebenen Stimmen waren 11'612 gültig. Die Stimmen und Mandate verteilten sich in den beiden Wahlkreisen – Oberland und Unterland – wie folgt:
| Partei                              | Stimmen  | Stimmen   | Stimmen   | Stimmen       | Sitze    | Sitze     | Sitze     |
| ----------------------------------- | -------- | --------- | --------- | ------------- | -------- | --------- | --------- |
| Partei                              | Oberland | Unterland | insgesamt | Stimmenanteil | Oberland | Unterland | insgesamt |
| Fortschrittliche Bürgerpartei (FBP) | 39'853   | 10'815    | 50'668    | 48,70 %       | 4        | 3         | 7         |
| Vaterländische Union (VU)           | 36'248   | 10'545    | 46'793    | 44,97 %       | 5        | 3         | 8         |
| Freie Liste (FL)                    | 5'382    | 1'200     | 6'582     | 6,33 %        | 0        | 0         | 0         |

## Liste der Mitglieder
| Name             | Fraktion | Wahlkreis | Stimmen | Bemerkung             |
| ---------------- | -------- | --------- | ------- | --------------------- |
| Josef Biedermann | FBP      | Oberland  | 3302    |                       |
| Josef Büchel     | FBP      | Unterland | 1789    | Landtagsvizepräsident |
| Emma Eigenmann   | FBP      | Unterland | 1683    |                       |
| Louis Gassner    | FBP      | Oberland  | 3048    |                       |
| Beat Hasler      | VU       | Unterland | 1648    |                       |
| Hermann Hassler  | VU       | Unterland | 1689    |                       |
| Johann Kindle    | FBP      | Oberland  | 3159    |                       |
| Paul Kindle      | VU       | Oberland  | 4142    |                       |
| Helmuth Matt     | VU       | Oberland  | 3954    |                       |
| Heinz Ritter     | FBP      | Unterland | 1732    |                       |
| Karlheinz Ritter | VU       | Oberland  | 4034    | Landtagspräsident     |
| Alfons Schädler  | VU       | Oberland  | 3865    |                       |
| Georg Vogt       | VU       | Oberland  | 3823    |                       |
| Dieter Walch     | FBP      | Oberland  | 3069    |                       |
| Günther Wohlwend | VU       | Unterland | 1757    |                       |

## Liste der Stellvertreter
| Name                 | Fraktion | Wahlkreis | Anmerkung                                |
| -------------------- | -------- | --------- | ---------------------------------------- |
| Herbert Batliner     | FBP      | Oberland  | wurde nicht als Stellvertreter vereidigt |
| Magda Batliner-Meier | VU       | Unterland | legte ihr Mandat später nieder           |
| Hildegard Beck       | VU       | Oberland  |                                          |
| Emma Brogle          | VU       | Oberland  |                                          |
| Rösle Eberle-Kind    | FBP      | Oberland  |                                          |
| Roland Elkuch        | FBP      | Unterland |                                          |
| Hanspeter Foser      | VU       | Oberland  |                                          |
| Rony Frick           | FBP      | Oberland  |                                          |
| Felix Hassler        | FBP      | Unterland |                                          |
| Edwin Marxer         | VU       | Unterland |                                          |
| Franz Marxer         | FBP      | Unterland |                                          |
| Karl-Heinz Oehri     | VU       | Unterland |                                          |
| Gerhard Risch        | FBP      | Oberland  |                                          |
| Reinhard Walser      | VU       | Oberland  |                                          |